# Каміл Вацек
Каміл Вацек (чеськ. Kamil Vacek, нар. 18 травня 1987, Усті-над-Орліці) — чеський футболіст, півзахисник польського клубу «П'яст» (Гливиці) і національної збірної Чехії.
Чемпіон Чехії.

## Клубна кар'єра
Народився 18 травня 1987 року в місті Усті-над-Орліці. Вихованець футбольної школи клубу Сігма (Оломоуць). Дорослу футбольну кар'єру розпочав 2005 року в основній команді того ж клубу, в якій провів один сезон, взявши участь лише у 9 матчах чемпіонату.
Протягом 2006—2007 років захищав на умовах оренди кольори німецької «Армінії» (Білефельд).
Привернув увагу представників тренерського штабу клубу «Спарта» (Прага), до складу якого приєднався 2007 року. Відіграв за празьку команду наступні чотири сезони своєї ігрової кар'єри. Більшість часу, проведеного у складі «Спарти», був основним гравцем команди. За цей час виборов титул чемпіона Чехії.
Згодом з 2011 по 2013 рік грав в Італії за «К'єво», після чого повернувся до «Спарти» (Прага). Першу половину 2015 року провів в оренді у клубі «Млада Болеслав», а влітку того ж 2015 року його орендував польський «П'яст» (Гливиці).

## Виступи за збірні
2002 року дебютував у складі юнацької збірної Чехії, взяв участь у 51 іграх на юнацькому рівні, відзначившись 6 забитими голами.
Протягом 2007—2008 років залучався до складу молодіжної збірної Чехії. На молодіжному рівні зіграв у 3 офіційних матчах.
2011 року дебютував в офіційних матчах у складі національної збірної Чехії. Наразі провів у формі головної команди країни 8 матчів.

## Титули і досягнення
- Чемпіон Чехії (2):

«Спарта» (Прага): 2009-10, 2013-14
- Володар Кубка Чехії (2):

«Спарта» (Прага): 2007-08, 2013-14
- Володар Суперкубка Чехії (2):

«Спарта» (Прага): 2010, 2014